# Craniolaria
- Commons
- Wikispecies

Craniolaria L. é um género botânico pertencente à família Martyniaceae.

## Espécies
| - Craniolaria annua - Craniolaria argentina - Craniolaria fallax - Craniolaria fragrans | - Craniolaria fruticosa - Craniolaria integrifolia - Craniolaria unibracteata |

- «Lista das espécies»

## Classificação do gênero
| Sistema | Classificação                        | Referência               |
| ------- | ------------------------------------ | ------------------------ |
| Linné   | Classe Didynamia, ordem Angiospermia | Species plantarum (1753) |